# Lippe-Seitenkanal
Der Lippe-Seitenkanal war eine seit 1870 geplante und teilweise fertiggestellte Wasserstraße, die dem Verlauf der Lippe an deren Südseite vom Rhein bei Wesel bis Lippstadt folgen sollte.

## Fertiggestellte Abschnitte und heutige Bezeichnungen
Der westliche Teilabschnitt des Lippe-Seitenkanals vom Dortmund-Ems-Kanal in Datteln bis zum Rhein wurde 1930 als Wesel-Datteln-Kanal fertiggestellt. Der östliche Teil des Kanals wurde in einer ersten Ausbaustufe bis zum Stadthafen Hamm im Jahr 1914, nur zwei Wochen vor Ausbruch des Ersten Weltkrieges, fertiggestellt. Zwischen 1924 und 1926 wurde der Ausbau des 8 Kilometer langen Teilabschnitts ab Hamm bis zum Hafen Schmehausen wieder aufgenommen und 1933 beendet. Dieser Kanalabschnitt wird heute als Datteln-Hamm-Kanal bezeichnet.

## Geplante Fortsetzung des Kanals bis Lippstadt
Die Wiederaufnahme der Bauarbeiten zur Fortsetzung des ungefähr 26 Kilometer langen Teilstücks durch das Lippetal bis Lippstadt erfolgte 1933 unter den Nationalsozialisten. Unter anderem waren eine weitere Schleuse auf dem Gebiet von Hultrop, ein Hafen in Hovestadt und ein Stichkanal bis Soest geplant.
Insgesamt sollte der Hauptkanal folgende Trassierung erhalten:
Hafen Schmehausen – nördl. Eilmsen – nördl. Vellinghausen – südl. Bahnhof Heintrop – nördl. Hultrop – südl. Niederbauer – südl. Hovestadt und nördl. Nordwald – nördl. Eickelborn und Benninghausen – nördl. Hellinghausen – westlicher Stadtrand von Lippstadt.
Dass die Planungen schon weit fortgeschritten waren, lässt sich daran erkennen, dass im Verlauf der geplanten Kanaltrasse bereits an sieben Stellen Brückenwiderlager aus Beton, verblendet mit Grünsandstein, zwischen Eilmsen und Niederbauer errichtet worden waren. Außerdem wurde am Bahnhof Lippborg in Heintrop bereits 1908 ein Gebäude für das Kanalbauamt errichtet. Dieses Kanalbauamt und sechs der sieben Widerlagerpaare sind bis heute erhalten geblieben.
Die Brückenbauwerke entsprachen allerdings 1933 bereits nicht mehr den damaligen Anforderungen und sollten gesprengt werden. Der Ausbruch des Zweiten Weltkrieges verhinderte den Abriss der Bauwerke. Erst 2017 wurde ein Widerlager in Heintrop abgerissen. Die restlichen befinden sich, in teilweise schlechtem baulichen Zustand, auf größtenteils privaten Grundstücken.
Nach dem Ende des Zweiten Weltkrieges wurden die Planungen zur Fortsetzung des Kanals wegen des erwarteten geringen Verkehrsaufkommens und der bereits bestehenden guten Straßen- und Bahnverbindungen nicht wieder aufgenommen.

## Denkmalschutz
Spätestens seit dem Abriss der Brückenwiderlager in Lippetal-Heintrop im Jahr 2017 bestehen Bemühungen durch lokale Heimatpfleger, die restlichen Bauwerke des einst geplanten Kanals unter Denkmalschutz zu stellen. Bislang wurde eine Unterschutzstellung durch das Landesdenkmalamt allerdings abgelehnt.

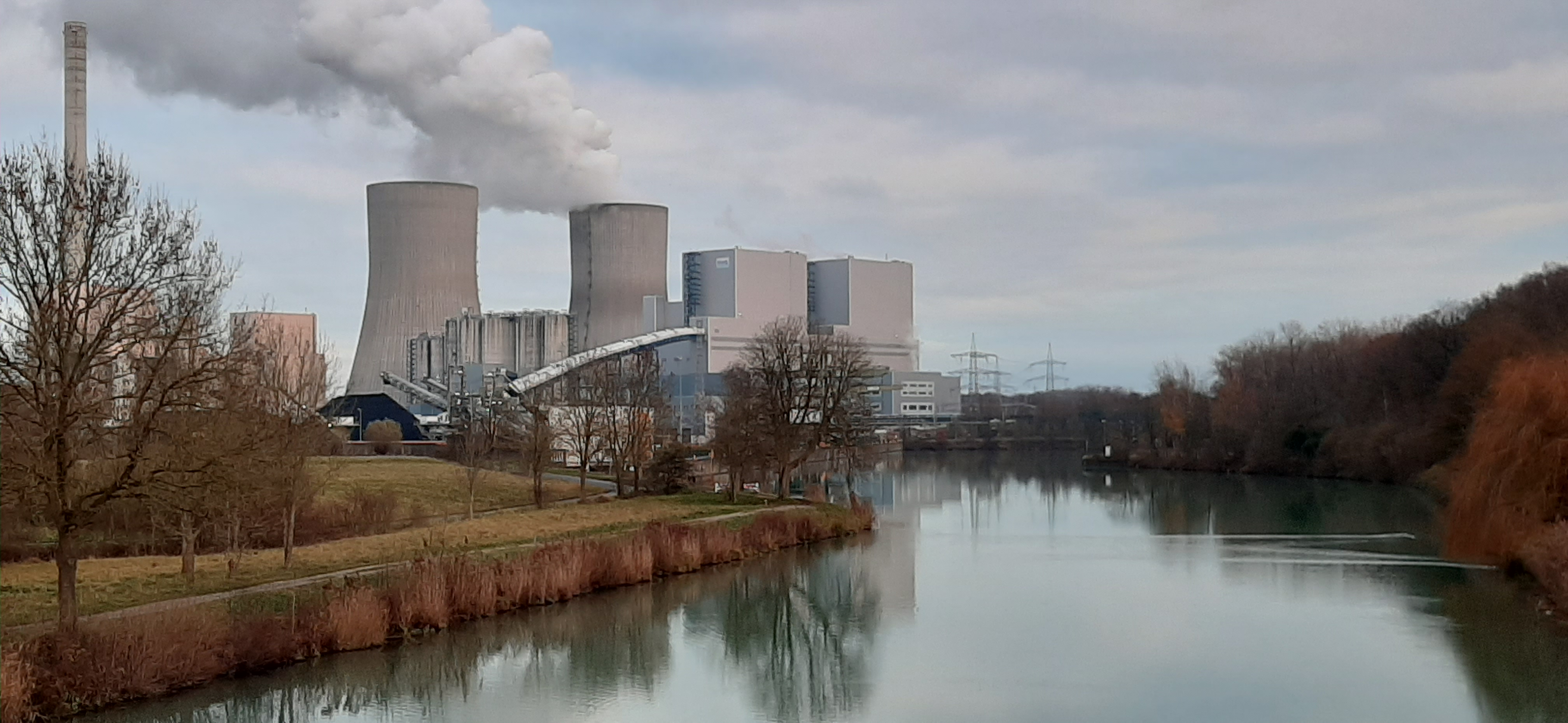
Ende des Kanals am Kraftwerk Westfalen in Hamm-Schmehausen
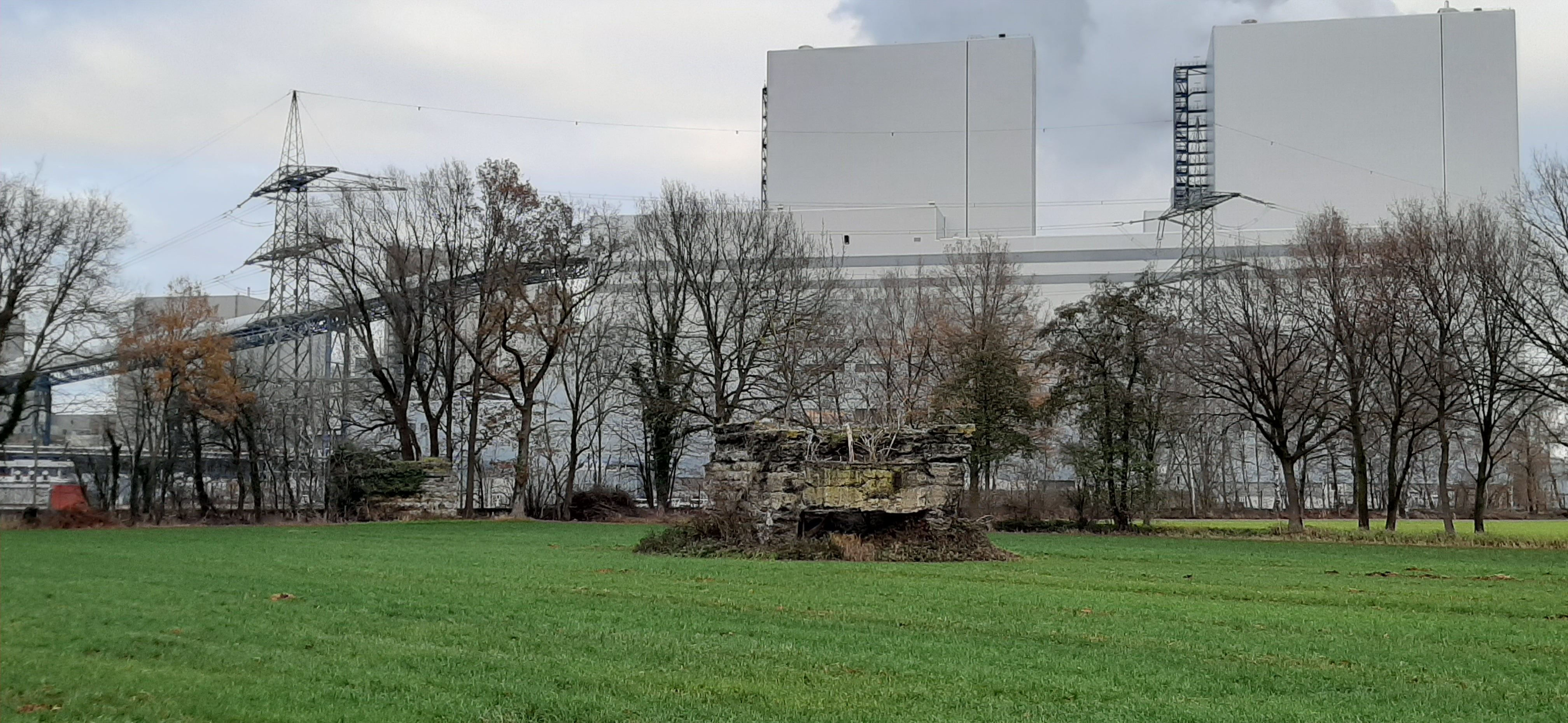
Widerlager in Eilmsen (Dez. 2020), östlich vom Kanalhafen Schmehausen, schlechter Erhaltungszustand
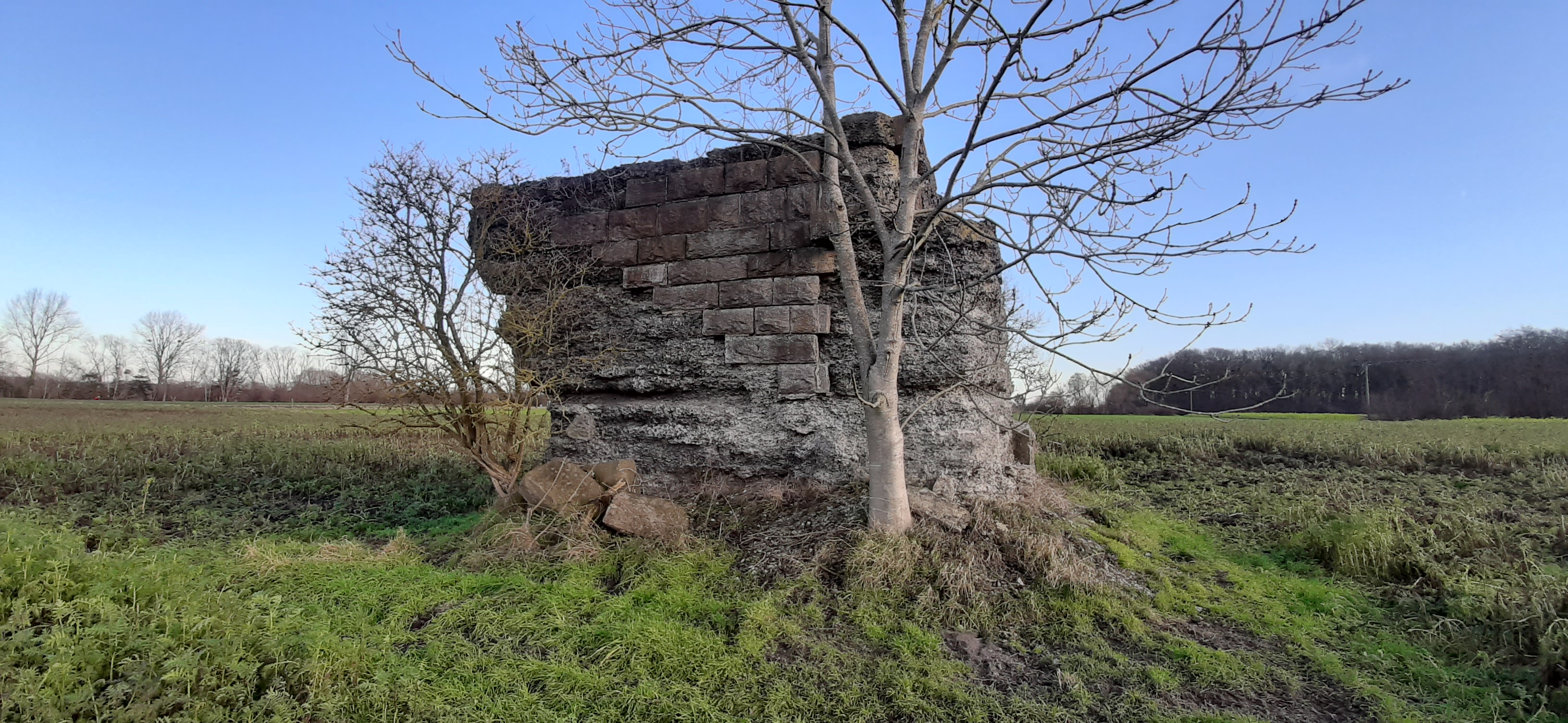
Brückenwiderlager in Benninghausen (Dez. 2020), Sandsteinverblendung teilweise erhalten
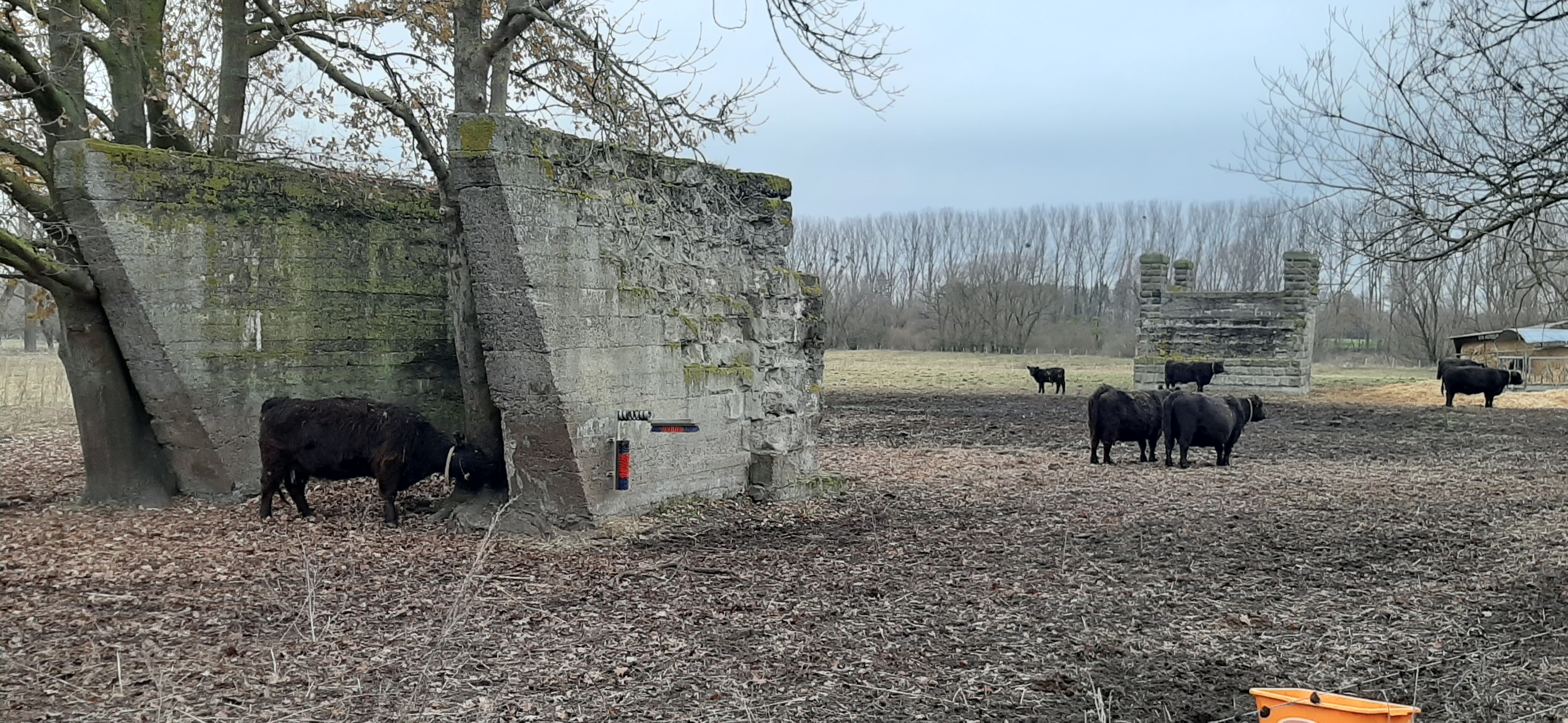
Reste der Brückenbauwerke in den Lippeauen bei Hultrop (Dez. 2020)
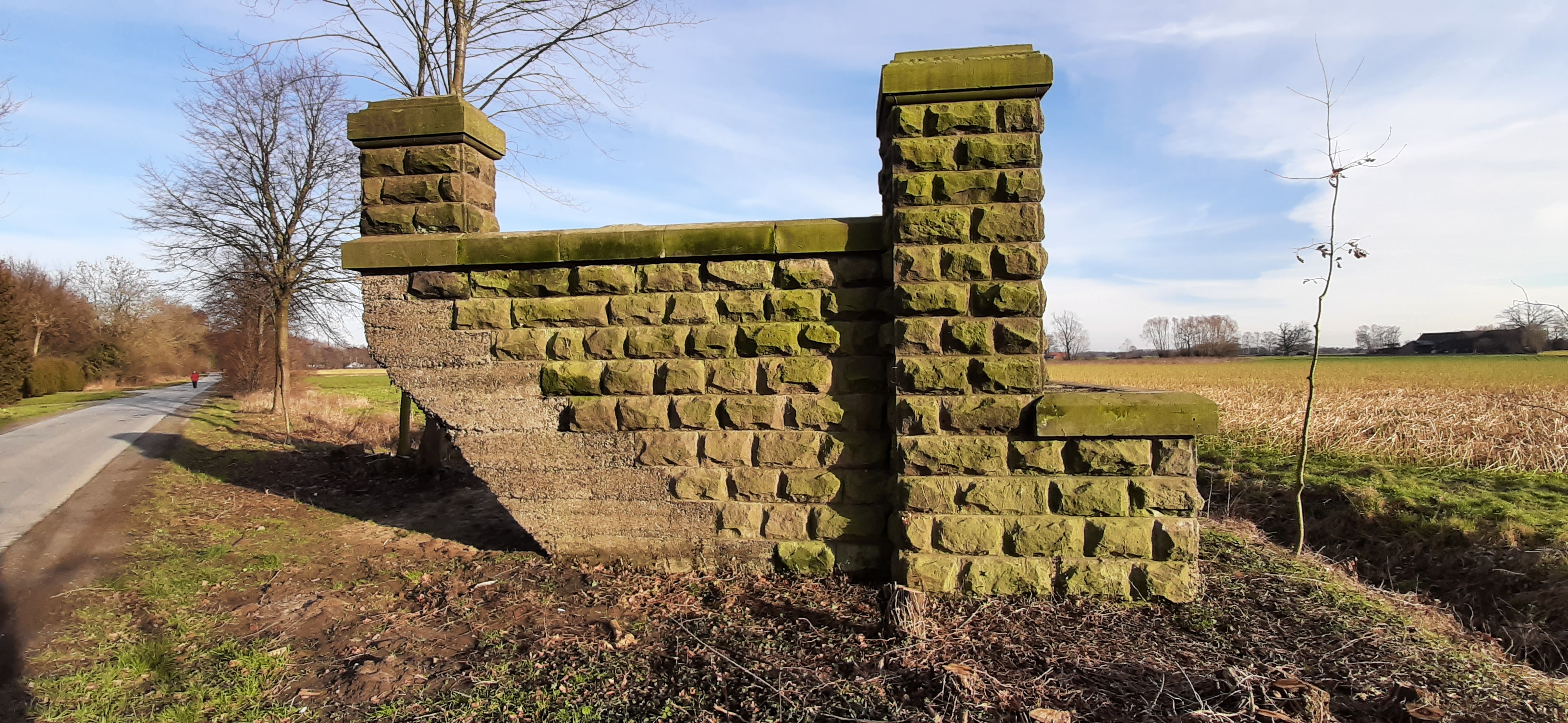
Gut erhaltenes nördliches Widerlager in Oestinghausen-Oesterheide (Jan. 2021)
Ehemaliges Kanalbauamt in Heintrop, Baujahr 1908